# Масьё (Эн)
Масьё (фр. Massieux) — коммуна во Франции, находится в регионе Рона — Альпы. Департамент — Эн. Входит в состав кантона Рерьё. Округ коммуны — Бурк-ан-Брес.
Код INSEE коммуны — 01238.

## География
Коммуна расположена приблизительно в 380 км к юго-востоку от Парижа, в 18 км севернее Лиона, в 45 км к юго-западу от Бурк-ан-Бреса.
На западе коммуны протекает река Сона, а на юге — небольшая река Гран-Рьё (фр. Grand Rieux).

## Климат
Климат полуконтинентальный с холодной зимой и тёплым летом. Дожди бывают нечасто, в основном летом.

## Население
Население коммуны на 2010 год составляло 2428 человек.
| 1962 | 1968 | 1975 | 1982 | 1990 | 1999 | 2010 |
| ---- | ---- | ---- | ---- | ---- | ---- | ---- |
| 286  | 291  | 805  | 1568 | 1782 | 2119 | 2428 |

## Администрация
| Период | Период | Фамилия       | Партия | Примечания |
| ------ | ------ | ------------- | ------ | ---------- |
| 1995   | 2008   | Жан Бьеннар   |        |            |
| 2008   | 2020   | Бернар Гризон |        |            |

## Экономика
В 2010 году среди 1619 человек трудоспособного возраста (15—64 лет) 1184 были экономически активными, 435 — неактивными (показатель активности — 73,1 %, в 1999 году было 73,3 %). Из 1184 активных жителей работали 1110 человек (591 мужчина и 519 женщин), безработных было 74 (34 мужчины и 40 женщин). Среди 435 неактивных 177 человек были учениками или студентами, 178 — пенсионерами, 80 были неактивными по другим причинам.

## Фотогалерея

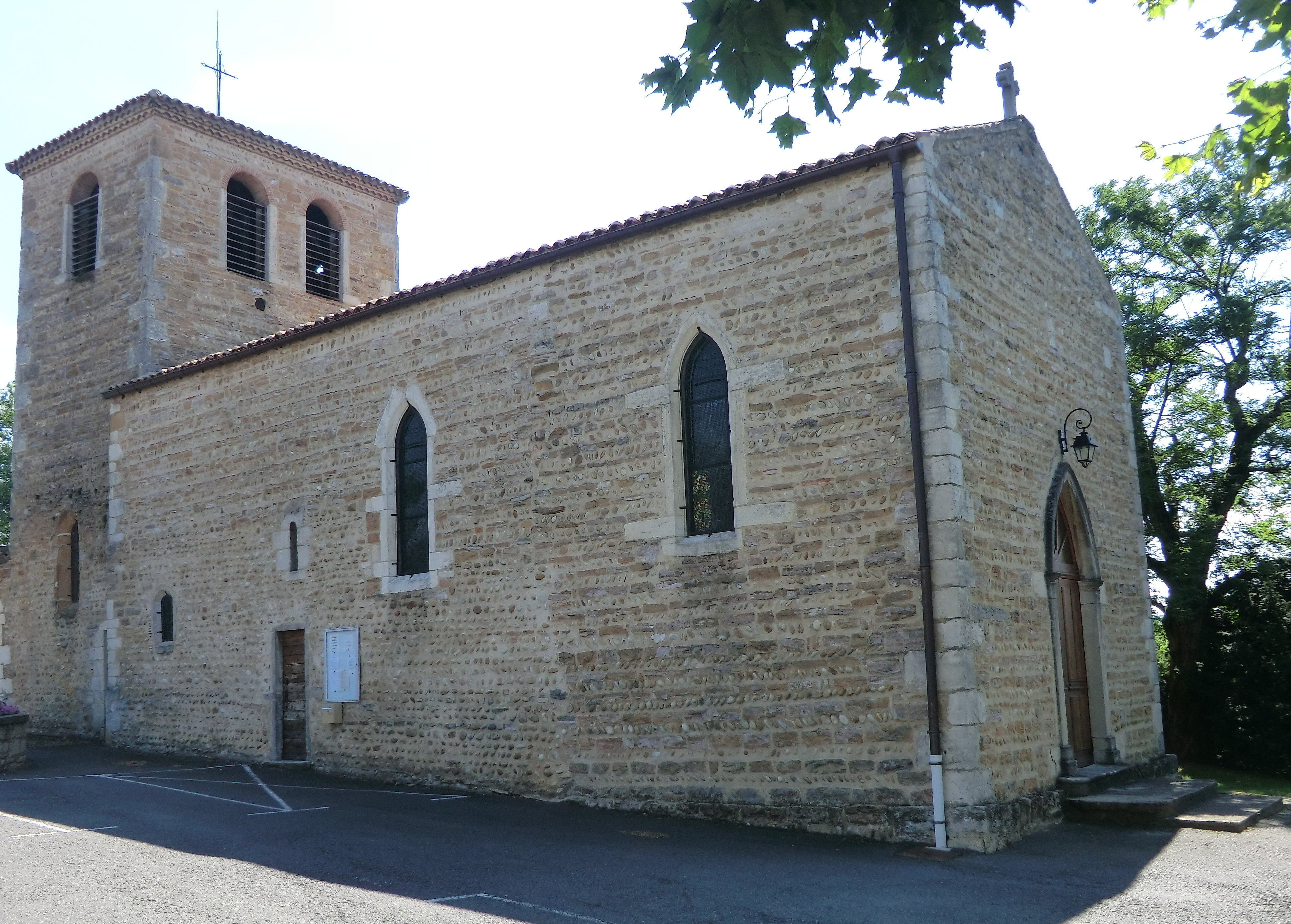
Церковь Св. Варфоломея
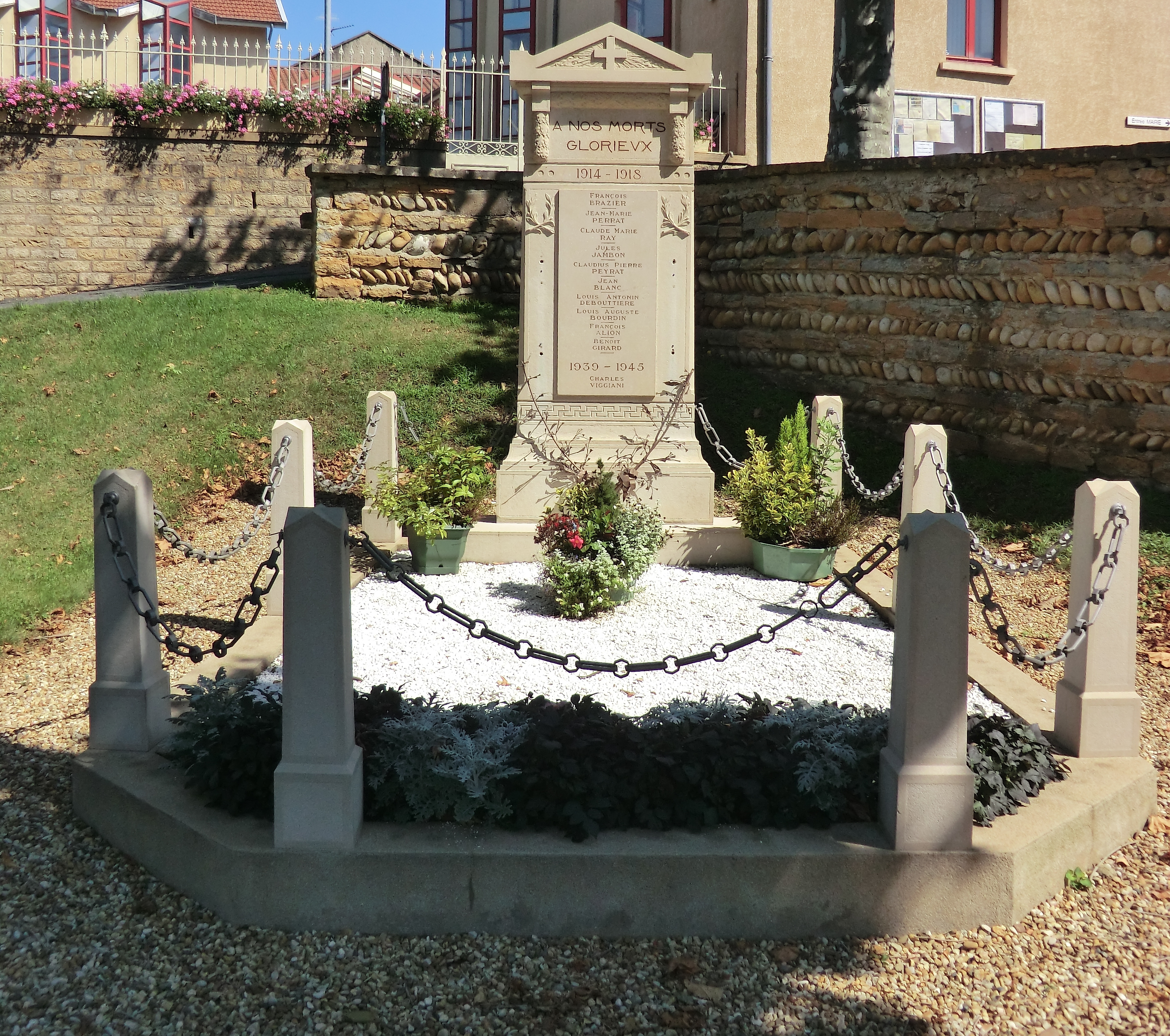
Военный мемориал
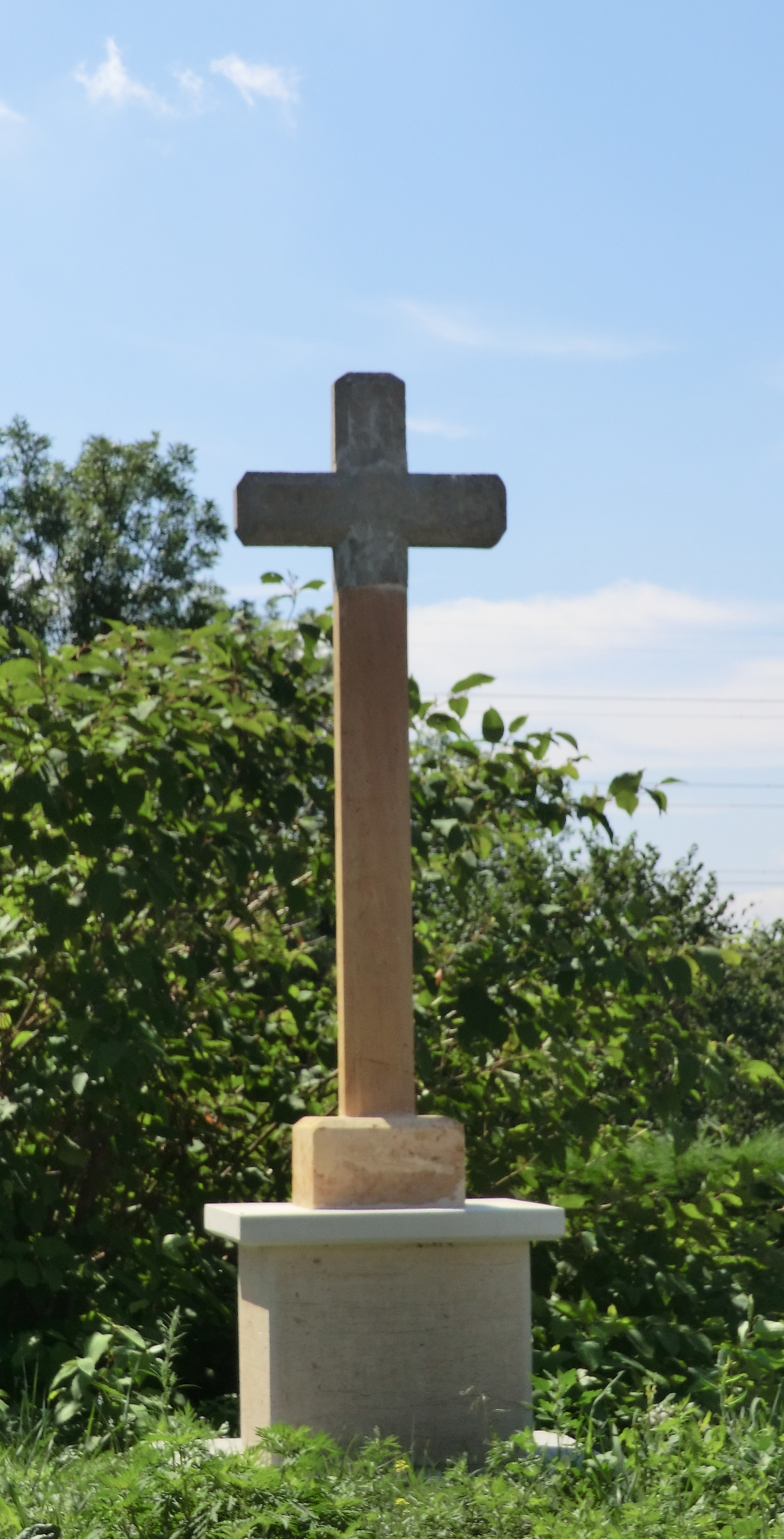
Крест
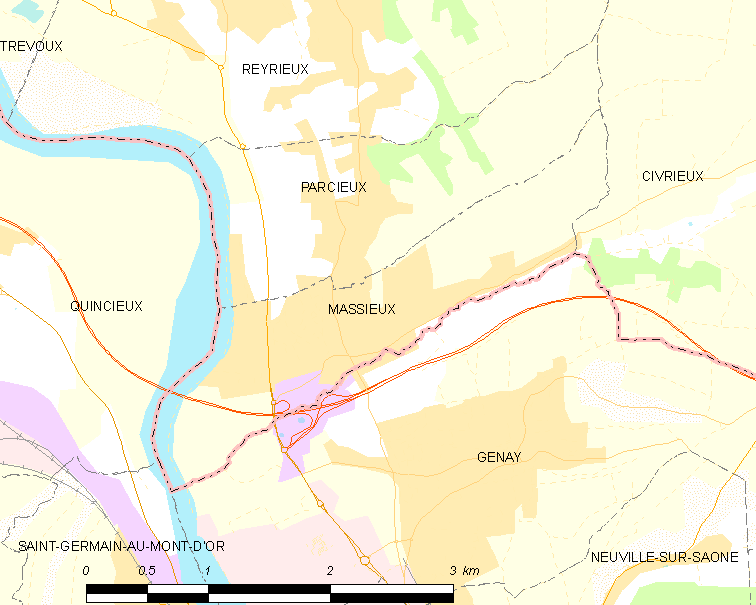
Карта коммуны